# Lega ionica

Area d'insediamento greca in Asia minore. L'area ionica è in verde.

La lega ionica o ionia (in greco antico Ἴωνες, Iōnes; κοινὸν Ίώνων, koinon Iōnōn; κοινὴ σύνοδος Ίώνων, koinē sunodos Iōnōn), chiamata anche lega  di Panionio, fu una confederazione formata da dodici città della Ionia e di altre regioni dell'Asia Minore.

## Composizione
Secondo Erodoto appartenevano alla lega ionica:
- Mileto, Miunte e Priene, città poste geograficamente in Caria, le quali parlavano un dialetto simile al dialetto ionico;
- Efeso, Colofone, Lebedo, Teo, Clazomene e Focea, città poste nella Ionia, ma nelle quali si parlava un altro dialetto;
- Chio ed Eritre, dove si parlava un dialetto comune;
- Samo, isola nella quale si parlava un proprio particolare linguaggio.

Vitruvio riporta le stesse città nel suo elenco di colonie fondate sotto la guida di Ione, oltre a una tredicesima città, Melite, che però fu espulsa a causa dell'arroganza dei suoi cittadini. Al suo posto, dopo il 650 a.C., Smirne, originariamente una città eolica, fu ammessa alla confederazione.

## Storia
Come centro religioso, gli Ioni fondarono un "santuario tutto ionico", il luogo di culto di Poseidone chiamato Panionion, situato a nord di Priene, sulle montagne del promontorio di Micale. Solo coloro che erano diventati membri della Lega Ionica partecipavano alle assemblee, potevano sacrificare qui e condividevano le decisioni politiche e militari. Nel suo numero di dodici, l'alleanza seguiva una tradizione e non fu mai ampliata: la Dodecapoli, la comunità dei dodici, si considerava un'associazione d'élite e non accettava altri membri.
Gli Ioni erano migrati dall'Attica sulla terraferma greca dopo il 1100 a.C. come un miscuglio di popoli. Solo come colonizzatori svilupparono una coscienza tribale comune - l'immagine di sé come "Ioni". L'orgoglio di essere "ionici" e le loro comunanze storiche, religiose, culturali, economiche, militari e politiche sono rimaste importanti per secoli. Solo ora la loro area di insediamento sulla costa del Mar Egeo viene chiamata "Ionia". Come centri portuali e commerciali, le città diventano ricche e il primato dell'economia prevale sull'importanza dei cambiamenti di sovranità.
Le città più importanti della costa egea si unirono nella Lega Ionica. Tra queste, Mileto detenne per secoli la supremazia economica e politica. Si dice che circa 80-90 colonie, soprattutto nella regione del Mar Nero, abbiano avuto origine dalla città. Per mantenere questa posizione, Mileto fu la prima città ad unirsi volontariamente all'Impero achemenide e a concludere un trattato di sottomissione, anche se poi con il tiranno Aristagora, divenne la guida della rivolta ionica.
L'interesse comune degli Ioni era l'autonomia delle polis e i collegamenti commerciali liberi per ogni città. In linea di principio, quindi, l'appartenenza a un impero multietnico come la Persia non era una contraddizione, se rimaneva una sufficiente libertà economica, politica e cultuale, protetta dalla sovranità. Lo "ionismo" era qui il legame unificante e la Lega Ionica la sua manifestazione più potente.
Il particolare significato politico è chiarito da Erodoto (5.109) in una formulazione notevole: Koinon ton Ionon - l'unione degli Ioni - egli chiama l'assemblea delle città, un termine che altrimenti applica solo - in termini moderni - agli "Stati" e ai loro "governi". A differenza degli anfizionia, comunità determinate dalla storia e dal culto tribale, i probuli, i rappresentanti delle città, sono i più importanti e i più importanti.
La durata della Lega ionica non è nota. Secondo l'antica concezione giuridica greca, le simmachie, ossia le alleanze di politica estera, terminavano allo scadere della durata concordata, al raggiungimento di un obiettivo prefissato o alla cessazione formale del trattato. Questo non può valere per le alleanze cultuali e tribali, come la Lega Ionica. Si può quindi ipotizzare che essa sia diventata priva di significato o di funzione con gli sviluppi politici del V secolo a.C. in Asia Minore e che sia stata sovrapposta o sostituita da nuove costruzioni, come la lega delio-attica. Ciò è supportato dalla rivendicazione tutta ionica della Lega e dal peso delle isole ioniche dalla parte di Atene. Ciò è supportato da reperti archeologici e riferimenti letterari, secondo i quali il Panionion sarebbe stato distrutto con la soppressione della rivolta ionica da parte dei Persiani nel 494 a.C. e un nuovo edificio non sarebbe mai stato completato altrove.